# رامحة جنوب إفريقية
رامحة جنوب أفريقية (الاسم العلمي:Dovyalis caffra) هي نوع من النباتات تتبع جنس الرامحة من الفصيلة الصفصافية.